# Старобілокатайська сільська рада
Ста́робі́локата́йська сільська рада (рос. Старобелокатайский сельский совет) — муніципальне утворення у складі Білокатайського району Башкортостану, Росія. Адміністративний центр — село Старобілокатай.

## Населення
Населення — 984 особи (2019, 1156 в 2010, 1326 в 2002).

## Склад
До складу поселення входять такі населені пункти:
| Населений пункт      | Населення, осіб (2002) | Населення, осіб (2010) |
| -------------------- | ---------------------- | ---------------------- |
| Старобілокатай, село | 913                    | 825                    |
| Шакарла, село        | 413                    | 331                    |